# Decinea neroides
Decinea neroides is een vlinder uit de familie van de dikkopjes (Hesperiidae). De wetenschappelijke naam van de soort is voor het eerst geldig gepubliceerd in 1867 door Gottlieb August Wilhelm Herrich-Schäffer.